# Schneider Hills
Die Schneider Hills sind eine Gruppe von Hügeln  im westantarktischen Queen Elizabeth Land. Sie ragen südlich des San-Martín-Gletschers auf und bilden die südliche Hälfte der Argentina Range in den Pensacola Mountains.
Der United States Geological Survey kartierte sie anhand eigener Vermessungen und Luftaufnahmen der United States Navy aus den Jahren von 1956 bis 1966. Das Advisory Committee on Antarctic Names benannte sie 1968 nach dem argentinischen Geophysiker Otto Schneider, leitender Wissenschaftler des Instituto Antártico Argentino zu jener Zeit.
Russische Wissenschaftler verorteten unter Koordinaten, die auf das südliche Ende der Schneider Hills weisen, eine Gruppe von Nunatakkern und benannten sie als Jakow-Koblenz-Nunatakker (russisch Нунатаки Якова Кобленца Nunataki Jakowa Koblenza; englische Transkription Nunataki Jakova Koblenca).